# Харрисон, Пол
Пол Энтони Харрисон (англ. Paul Anthony Harrison; род. 18 декабря 1984 в Ливерпуле) — английский футболист, вратарь.

## Карьера
Пол является воспитанником Футбольной Академии «Ливерпуля», но не провёл за команду ни одного матча, хотя в течение сезонов 2003/2004 и 2004/2005 годов 13 раз занимал место на скамейке запасных как в матчах Кубка Лиги и Кубка Англии, так и в поединках Премьер-Лиги и Лиги чемпионов. В 2005 году он был отправлен в аренду в «Лидс Юнайтед», но и там ему ни разу не представился шанс выйти на поле. В конце сезона «Ливерпуль» расторг контракт с футболистом, и он перешёл в «Вулверхэмптон Уондерерс», однако уже в начале 2006 года Пол снова сменил клуб и оказался в «Честер Сити», за который в марте 2006 он провёл 4 матча подряд и неплохо проявил себя (он взял пенальти в матче против принципиальных соперников «Честера» из «Рексхэма»). Однако, когда основной голкипер клуба Крис Маккензи оправился от травмы, Харрисону пришлось вновь вернуться на скамейку запасных.
Некоторое время он провёл в «Херефорд Юнайтед», сыграв за этот клуб в одном матче (Пол вышел на замену в поединке против «Стокпорт Каунти»). Но после того, как клуб подписал ещё одного вратаря, Харрисон покинул команду и присоединился к «Саутпорту», где он в течение некоторого времени был игроком первого состава. Тем не менее, в мае 2007 года клуб расторг с Полом контракт.
В 2007 он присоединился к «ТНС», который перед матчем против «Вентспилса» в Лиге чемпионов лишился вратаря. В сезоне 2007/2008 годов Пол стал основным голкипером валлийского клуба, вытеснив из состава Джерарда Догерти, который в мае 2008 решил перейти из «ТНС» в ирландский «Дерри Сити». Перед началом нового сезона Харрисон сменил 23 номер на первый.

## Личная жизнь
Харрисон происходит из семьи болельщиков «Ливерпуля». Отец и дядя Пола погибли во время трагедии на стадионе «Хиллсборо» 15 апреля 1989 года, когда мальчику было четыре года. Возможно, профессиональная карьера Пола, которая началась как раз в «Ливерпуле», стала посвящением памяти этих людей.

## Достижения
- Чемпион Уэльса: 2012, 2013
- Обладатель Кубка Уэльса: 2011/12